# Bartholomäus Mansel
Bartholomäus Mansel (frz. Barthélémy, * vor 1264; † nach 1284) war ab 1274 römisch-katholischer Bischof von Tortosa.
Er gehörte der bedeutenden fränkischen Familie Mansel aus Antiochia an. Er war vermutlich der Sohn von Robert Mansel, der 1207 Konstabler von Antiochia wurde. Simon Mansel, 1268 Konstabler von Antiochia, war wohl sein Bruder. Raimund von Antiochia und Bohemund IV. waren Stiefbrüder seines Vaters. Über seine armenische Mutter war er mit König Hethum I. von Kleinarmenien und dessen Bruder Sempat Sparapeţ verwandt.
Er war 1264 Vikar der Diözese von Antiocha und Regent von Tripolis, um 1274 wurde er Bischof von Tortosa, ein Amt, das er bis 1289 innehatte. Bartholomäus war ein Günstling von Sybilla von Antiochia, einer Tochter König Hethums I.